# Hybrid Wars
Hybrid Wars est un jeu vidéo biélorusse développé par Wargaming.net et Extreme Developers sorti en 2016. Il s'agit d'un jeu de guerre et de tir en vue en plongée (du dessus). Le jeu est sorti accompagné de deux modes : une campagne de 8 mondes et 150 objectifs ainsi qu'un mode multijoueur qui en 2018, n'est plus disponible, bien que Wargaming n'ait pas donné d'informations à ce sujet.

## Système de jeu
C'est un jeu futuriste qui se déroule en 2060. Le jeu met en scène des véhicules de combat futuristes. Les joueurs doivent s'affronter dans 8 mondes différents et  tout en commandant quatre types de véhicules.
Hybrid Wars un jeu qui se joue en vue du dessus.